# Grapsicepon
Grapsicepon är ett släkte av kräftdjur. Grapsicepon ingår i familjen Bopyridae.
Kladogram enligt Catalogue of Life:
| Grapsicepon | \| \| Grapsicepon belizeianum \| \| \| \| \| \| Grapsicepon edwardsi \| \| \| \| \| \| Grapsicepon magnum \| \| \| \| \| \| Grapsicepon messoris \| \| \| \| \| \| Grapsicepon micronesianum \| \| \| \| \| \| Grapsicepon rotundum \| \| \| \| |
|             | \| \| Grapsicepon belizeianum \| \| \| \| \| \| Grapsicepon edwardsi \| \| \| \| \| \| Grapsicepon magnum \| \| \| \| \| \| Grapsicepon messoris \| \| \| \| \| \| Grapsicepon micronesianum \| \| \| \| \| \| Grapsicepon rotundum \| \| \| \| |
|             | Grapsicepon belizeianum |
|             | |
|             | Grapsicepon edwardsi |
|             | |
|             | Grapsicepon magnum |
|             | |
|             | Grapsicepon messoris |
|             | |
|             | Grapsicepon micronesianum |
|             | |
|             | Grapsicepon rotundum |
|             | |